# Kollektiv Künstlerische Entwicklung
Das Kollektiv Künstlerische Entwicklung, auch Kollektiv Künstlerische Entwicklung des VEB Staatliche Porzellan-Manufaktur Meissen, wurde 1960 von den Künstlern Peter Strang, Heinz Werner  und Ludwig Zepner gegründet.

## Entwicklung
Im Zusammenhang mit ihrer Tätigkeit wurde am 6. Juni 1966 von der Vereinigung Keramischer Betriebe eine Entwicklungsabteilung unter der Leitung von Ludwig Zepner und unter der Beteiligung von Heinz Werner sowie Peter Strang angeregt. Funkat spricht vom "Kollektiv Ludwig Zeptner".

## Auszeichnungen
Am 1. Oktober 1975 erhielt das Kollektiv den Staatspreis der DDR, namentlich die Gründer sowie die später dazugekommenen Rudi Stolle (1919–1996) und Volkmar Bretschneider (* 1930).

## Zitat
Für die gesellschaftliche Entwicklung in der DDR arbeitete ein Kollektiv junger Künstler an der Manufaktur, die für die sechziger und siebziger Jahre prägend waren. Erwähnt seien hier Rudi Stolle, Peter Strange, Heinz Werner und Ludwig Zepner, die mit viel Phantasie Formen und Dekore entwickelt haben, deren Exemplare bis in die heutige Zeit gesuchte Raritäten der Meissener Porzellankunst sind. Man denke nur an die Wandschale von Heinz Werner „Sturm auf das Winterpalaise“.